# روزی که هرگز نمی‌آید
روزی که هرگز نمی‌آید (A Day That Never Comes)، نخستین تک‌آهنگ از آلبوم مغناطیس مرگ گروه هوی متال آمریکایی متالیکا می‌باشد. این اولین تک‌آهنگ گروه همراه با بیسیت جدیدشان رابرت تروهیو است.
در مصاحبه‌ای با سازندگان بازی رایانهای راک بند در اکتبر ۲۰۰۷ گفته شد که متالیکا حق انتشار اولین تک‌آهنگ از آلبوم مغناطیس مرگ را پیش از انتشار به MTV Games داده‌است. سرانجام در ۱ اوت ۲۰۰۸ مشخص شد که این تک‌آهنگ «روزی که هرگز نمی‌آید» نام دارد.

## سبک
از «روزی که هرگز نمی‌آید» به عنوان غمناک‌ترین آهنگ آهنربای مرگ یاد می‌شود و گفته می‌شود این آهنگ یادآور آهنگ حماسی تک (One) (که موفق به برنده شدن جایزه گرمی در سال ۱۹۹۰ شد) است. همچون بالادهای گذشته متالیکا از قبیل رو به تاریکی (Fade to Black)، به خانه خوش آمدی (Welcome Home)، تک (One)، نابخشوده (The Unforgiven)، تا فروخوابد(Until it Sleeps) و نابخشوده ۲ (The Unforgiven II) این آهنگ نیز، آهنگ چهارم آلبوم است.

## نماهنگ
نماهنگی توسط فیلم‌ساز دانمارکی توماس وینتربرگ در کویری خارج از لس آنجلس برای آهنگ ساخته شده‌است.

## پدیدآورندگان

### گروه
- جیمز هتفیلد – آواز، ریتم گیتار
- کرک همت – لید گیتار، هم‌آوازی
- رابرت تروهیو – بیس گیتار، هم‌آوازی
- لارس اولریک – درامز، پرکاشن

### تهیه‌کنندگان
- ریک روبین – تهیه‌کننده
- تد جنسن – مسترینگ
- گِرِگ فیدلمن - میکسینگ